# أكاتسكي
منظمة الأكاتسكي (باليابانية: 暁) هو اسم لجماعة نينجا خارجين عن القانون في سلسلة مانغا وأنمي ناروتو. واغلبيتهم ينتمون الى عشيرة [[حرب حرابة الدول]]
تعني كلمة الأكاتسكي باليابانية القمر الأحمر أو الفجر.

شعار منظمة الأكاتسكي الغيمة الحمراء

يهدف الأكاتسكي إلى جمع البيجو (الوحوش التسعة ذات الأذيال) لغرض السيطرة على عالم النينجا، ولكل عضو من أعضائها أسبابه الخاصة للانضمام إلى المنظمة.
تضم المنظمة عشرة أعضاء يتنقلون في أزواج، ويحمل كل عضو منهم خاتما برمز ولون يلبسه في إصبع معين، ويختلف الرمز واللون من خاتم لآخر. يرتدي أعضاء الأكاتسكي رداء أسود ذا غيوم حمراء.

## أشهر أفراد الأكاتسكي

### توبي (أوبيتو أوتشيها)

خاتم ساسوري في الأكاتسكي استولى عليه توبي بعد موت ساسوري

- الأداء الصوتي الياباني: واتارو تاكاغي (توبي)
- الأداء الصوتي الياباني: ناويا أتشيدا (أوبيتو)
- الأداء الصوتي الإنجليزي: سكوت مكنيل
- رمز الخاتم: «جوهرة» (玉)، اللون: بنفسجي، الأصبع: الإبهام الأيسر (كان خاتم ساسوري وانتقل له بعد وفاته)
- شريكه: ديدارا

 توبي هو أوبيتو أوتشيها صديق كاكاشي هاتاكي ورين في نفس الفريق ومدربهم الهوكاجي الرابع وميض كونوها الأصفر ناميكازي ميناتو وهو صاحب العين الحقيقية لشارينقان كاكاشي وقد اعطاه إياها في الحرب العظمى الثالثة حيث سقطت صخرة عليه وتدمر نصفه الأيمن والجميع حسبوه مات لكن في الحقيقة أنقذه مادارا أوتشيها قبل وفاته واتفقو ان يأسسوا منظمة الاكاتسكي الجميع كانوا يظنون ان مادارا مات في معركة وادي النهاية. لم يكن أوبيتو موافق منذ البداية عندها لكن عندما رأى كاكاشي يقتل رين حقد على كونوها وكاكاشي لانه اوصاه ان يحميها ثم استغل حقد ناقاتو لتحقيق أهدافه مدعيا أنه مادارا أوتشيها وكان هو وراء حادثة هجوم الكيوبي على كونوها لكن الهوكاجي الرابع أحبط عمله بعد ذلك أسس بقية أعضاء الاكاتسكي وأخذ مكان ساسوري بعد وفاته باسم توبي وقد ظهرت حقيقته في الحلقة 343 والمانجا 599 .

### باين

خاتم باين في الأكاتسكي

- الأداء الصوتي الياباني: كينيو هوريوتشي
- الأداء الصوتي الإنجليزي: ديف ويتنبرغ (ناروتو)
- الأداء الصوتي الإنجليزي: تروي بيكر (شيبودن)
- رمز الخاتم: «صفر» (零)، اللون: رمادي غامق، الأصبع: الإبهام الأيمن
- شريكته: كونان

باين (الألم) الحالة (متوفي) هو رسميًا زعيم الاكاتسكي لكنه في الحقيقة يتلقى الأوامر من اوبيتو (توبي مؤسس الاكاتسكي الحقيقي ظهرت حقيقته في الحلقة 343)، وكان يدير المنظمة على الطريقة وكان ياخذ التعليمات، إلى أن مات وظهر اوبيتو (على أنه مادارا) ليدير المنظمة عن قرب.
لدى باين المقدرة على التحكم عن بعد بستة أجساد هم «طرق الألم الستة». لكل جسد قوى خاصة مختلفة عن بعضها. باين الحقيقي واسمه ناغاتو يتواجد في مكان خفي ويجلس داخل جهاز ضخم يمكنه من توزيع الشاكارا الخاصة به للاتصال بالأجساد الستة، ويمتلك ناغاتو هذه القوى الخاصة لكونه يمتلك عين الرينيغان.
يقوم باين بالهجوم على قرية كونوها للامساك بناروتو الذي كان خارج القرية، فيدمر باين كونوها عن بكرة أبيها ويتسبب بقتل الكثيرين من النينجا بينهم وشيزوني. يعود ناروتو إلى كونوها بعد أن يعلم بالأحداث الجارية في قريته وهو مسلح بجوتسو جديدة (الناسك)، ويهزم مسارات الألم الستة شر هزيمة، ويكتشف مخبأ ناغاتو ويذهب لقتله، ثأرا لمقتل نينجا كونوها، والأهم من ذلك، ثأرا لقتله معلمه جيرايا. بعد وصول ناروتو إلى المخبأ، يتحدثان وكونان عن السلام وكيفيه احداثه، فيقرر ناروتو عدم قتل ناغاتو ثأرا، وأن الإبقاء عليه جزء من احلال السلام. يتأثر ناغاتو بأفكار ناروتو فيقرر القيام بجتسو إعادة الحياة اي فرد قُتل في كونوها، ويخبر ناروتو أنه يؤمن به وبأنه من سيجلب السلام إلى عالم النينجا. يستهلك الجتسو الأخير كافة الشاكرا الخاصة بناغاتو، فيموت هذا الأخير.الجدير بالذكر أن باين «ناغاتو» يمتلك أحد أنذر عيون النينجا «الرنينغان» وهي عين امتلكها مؤسس فنون النينجتسو حكيم الطرق الستة، لدى قدرات عجيبة تفوق حدود التخيل، مثل التحكم بالأشياء عن بعد، وإحياء الموتى وامتصاص النينجيتسو والأرواح وتحويل جسده إلى سلاح، باين حتى الآن يعد من أقوى الأشخاص في ناروتو

### كونان

خاتم كونان في الأكاتسكي

- الأداء الصوتي الياباني: أتسكو تاناكا
- رمز الخاتم: «أبيض» (白)، اللون: أبيض، الأصبع: الوسطى اليمنى
- شريكها: باين

العضوة الأنثى الوحيدة في المنظمة. صديقة باين (ناغاتو) منذ الطفولة وكان لهم صديق ثالث اسمه ياهيكو.أصبح الثلاثة أيتام نتيجة حرب النينجا العالمية الثانية وكانوا يعرفون باسم أيتام قرية المطر. في أحد الأيام وبينما كان الثلاثة يبحثون عن الطعام، وجدوا سانين قرية كونوها الثلاثة (جيرايا، أوروتشيمارو، تسوناده) يأكلون، فواجهوهم ليسرقو الطعام ولكن دون جدوى. اقترح وقتها اوروتشيمارو قتلهم لتخليصهم من الحياة المزرية التي يعيشونها والمستقبل السيئ الذي ينتظرهم كونهم أيتام حرب، ولكن جيرايا لم يوافقه وقرر أن يعيش معهم لمدة من الزمن حتى يعلمهم القتال للدفاع عن أنفسهم. وبعد أن اشتد عودهم، تركهم ليعود إلى صفوف الحرب.
قام الثلاثة بعد ذلك بتشكيل منظمة في قرية المطر بإيعاز من مادارا أوتشيها وبرئاسة ياهيكو، هدفها نشر السلام وايقاف الحروب في أراضي النينجا، وقد كانت هذه بدايات تأسيس منظمة الأكاتسكي، الأمر الذي جعل هانزو (زعيم قرية المطر) في قلق على منصبه خصوصا كونه يخوض وقتها حرب النينجا العالمية الثالثة، فقام بقتل ياهيكو. تسبب مقتل ياهيكو بألم كبير لدى ناغاتو وكونان، الأمر الذي غير توجهات الأكاتسكي لتصبح ثأرية أكثر ما تكون لنشر السلام.
لدى كونان القدرة على الهجوم بمجسمات ورقية تصنعها بفن الأوريغامي، وهي أيضا تستطيع الهرب من الهجمات عن طريق تحول جسدها إلى أوراق.
بعد وفاة باين (ناغاتو) بعد احتلال كونوها، تقرر كونان اعتزال الأكاتسكي والتفرغ لإدارة شؤون قرية المطر، وإيجاد طريق غير العنف لإحلال السلام ولكن ياتي أوتشيها أوبيتو لاخذ عين ناڨاتو لإكمال خطة عين القمر لكن كونان تمنعه فتحدث معركة وتموت كونان.

### إيتاتشي أوتشيها
العمر: 20 (مُعاد احيائه)
الجنس: ذكر
الطول: 178 سم
الوزن: 55
فصيلة الدم: AB
تاريخ الميلاد: 9 يونيو

خاتم إيتاشي في الأكاتسكي

إيتاتشي (باليابانية: うちは イタチ، بالروماجي: Uchiha Itachi) إيتاتشي ينحدر من أشهر عشيرة في قرية كونوها الأوتشيها وهو الأخ الأكبر ساسكي أوتشيها قبل أن ينظم إيتاتشي إلى منظمة الأكاتسكي قام بقتل كل عشيرته وعائلته حماية لقريته بسبب أنهم كانوا يخططون لعمل انقلاب في القرية، ولكنه لم يستطع أن يقتل أخيه الصغير ساسكي، ثم هرب من القرية وانضم للمنظمة، يعتبر من أبرز أعضاء منظمة الأكاستكي هو وشريكه كيسامي، وكان الهدف الأساسي من الانضمام إلى الكاتسكي هو حماية قريته وحماية أخيه من الأكاتسكي، يستخدم إيتاتشي الشارينقان في القتال كما أنه يملك مستوى متقدم من الشارينقان يسمى مانغيكيو شارينقان.

### ديدارا

خاتم ديدارا في الأكاتسكي

- الأداء الصوتي الياباني: كاتسهيكو كاواموتو
- الأداء الصوتي الإنجليزي: كوينون فلين (الحلقة 135, سلسلة ألأنمي الأولى)
- الأداء الصوتي الإنجليزي: روجر كريغ سميث (شيبودن)
- رمز الخاتم: «أزرق»(青)، اللون: أزرق مخضر، الأصبع: السبابة اليمنى
- شريكه: ساسوري ومن ثم توبي
- العمر:19
- الحالة: متوفي

ينحدر ديدارا من قرية الأحجار. يرى ديدارا أن التفجير نوع من الفن، فمهارته تكمن بصنع تماثيل صغيرة من الصلصال من ثم تفجيرها.
أيضا، يقوم دائما بصنع تمثال على شكل طائر للتنقل عليه. تقاتل مع غارا وأستطاع هزيمه لكن غارا فجر يده اليسرى وبعد ذلك عند محاولة ناروتو وكاكاشي أستعادة غارا أستخدم كاكاشي أسلوبا جديدا في الشرينجان استطاع به قطع يده اليمنى، لديدارا تقنيات مميزة جدا، أبرزها تقنية قنبلة c3، حيث يصنع قنبلة خاصة، لها أثر تدميري يشبه ما تحدثه القنابل الذرية في عصرنا الآن، وتقنية قنابل c4، حيث يصنع قنابل ميكروسكوبية، تنتشر وسط الهواء وتدخل إلى الكائنات عبر مجراها التنفسي، هي تقنية رهينة كما وصفها توبي، حيث تفجر الكائن من الداخل ماحية أي فرصة لنجاته، يواجه ديدارا ساسكي، ولتعادل قواهم، وعدم قدرته على تدميره، يقرر تفجير نفسه والتمتع بفنه إلى أقصى حد، ويصنع بذلك أكبر انفجار في عالم النينجا، ماحيا بذلك كل من في 10 كيلومترات حوله من الوجود، كما أن ذلك الانفجار كان قويا جدا لدرجة رؤيته من جميع بقاع عالم النينجا، يهرب ساسوكي بصعوبة بالغة وبإصابات بليغة جدا.

### كيسامي هوشيجاكي

خاتم كيسامي هوشيجاكي في الأكاتسكي

كيسامي هوشيجاكي (باليابانية: 干柿 鬼鮫، بالروماجي: Hoshigaki Kisame) تعود أصوله إلى قرية الضباب حيث كان أحد السيافين السبعة فيها، يعد كيسامي أحد الأعضاء البارزين في المنظمة هو ورفيقه ايتاشي، يستمد قوته من سيفه المسمى ساميهادا وهو سيف للتحطيم ولديه القدرة على التفاعل مع مالكه والاتحاد معه، لكيسامي جلد ومظهر وأنياب كالقرش، كما أنه يستطيع التنفس تحت الماء، يستخدم تقنيات الماء في قتاله بالإضافة إلى المبارزة بسيفه وقد هزم وسجن على يد مايتو غاي ونينجا كونوها لكنه تحرر ووضع نفسه داخل كرة ماء وإستدعى قروشه لتاكله.

### ساسوري

خاتم ساسوري في الأكاتسكي

- الأداء الصوتي الياباني: تاكاهيرو ساكوراي
- الأداء الصوتي الياباني: يوتاكا أوياما (داخل هيروكو)
- الأداء الصوتي الياباني: أكيكو ياجيما (أيام الطفولة)
- الأداء الصوتي الإنجليزي: جوني يونغ بوش
- الأداء الصوتي الإنجليزي: جاي بي بلان (داخل هيروكو)
- الأداء الصوتي الإنجليزي: كاري والغرين (أيام الطفولة)
- رمز الخاتم: «جوهرة» (玉)، اللون: بنفسجي، الأصبع: الإبهام الأيسر
- شريكه: أوروتشيمارو وبعد رحيله، ديدارا
- العمر:35
- الحالة: متوفي
- اللقب: العقرب الأحمر

ينحدر ساسوري من قرية الرمال. قتل والداه حينما كان صغيرا على يد الناب الأبيض (والد كاكاشي). نتيجة لذلك، أصبح ساسوري متعلقا جدا بدُماه، فأصبح يصنعها ويطورها بنفسه حتى صنع دميتين تشابهان والديه، ثم أصبح يضيف الأسلحة للدمى كي يستخدمها في القتال. لم يكتف ساسوري بذلك، فقد حول نفسه أيضا إلى دمية مقاتلة يحب القتل ويقول أنه قتل حاولي الثلاثمئة شخص وحولهم ألى دمى.
يتحكم ساسوري بدُماه عن طريق خيوط من التشاكرا وقد قتل على يد ساكورا وجدته تشيو.

### زتسو

خاتم زتسو في الأكاتسكي

- الأداء الصوتي الياباني: نوبو توبيتا
- الأداء الصوتي الإنجليزي: مايكل سوريك (النصف الأسود)
- الأداء الصوتي الإنجليزي: برايان بيكوك (النصف الأبيض في الجزء الأول)
- الأداء الصوتي الإنجليزي: ترافيس ويلينغهام (النصف الأبيض في شيبودن)
- رمز الخاتم: «الخنزير البري» (亥)، اللون: أخضر، الأصبع: الخنصر الأيمن
- شريكه: ليس له شركاء

زيتسو شكل غريب فجسمه مقسوم من الوسط إلى نصفين بلونين، الأسود والأبيض. يستطيع النصفان الانفصال عن بعضهما والالتصاق بأي شيء آخر وهذه الميزة تمكنه من الانتقال السريع وتعطيه القدرة على التواجد في أكثر من مكان في نفس الوقت.
يعتبر زيتسو من المقاتلين الدفاعيين وليس المهاجمين، ويعمل كجاسوس للمنظمة. له قدرة على تسجيل المعارك التي يشاهدها ليعرضها لمادارا، ليستخدمها الأخير في دراسة المقاتلين، وبخاصة الخصوم، يستطيع زيتسو الاندماج مع وسطه، ويمتلك سرعة رهيبة، حيث يتنقل أميالا في لحظة، نظرا لتناقض شكله هناك أيضا تناقض في شخصيته، فهناك نصفه الأسود الذي يتحدث بصوت عميق وهذا يدل على الحكمة والذكاء والنباهة، ونصفه الأيمن ذا صوت أخف يدل على المكر والخداع، مهارات زتسو حاليا غير معروفة، غير أنه مؤخرا تبين أن لزتسو الأسود قوى هائلة في قوله: ""أنا الأرض نفسها""، من التقنيات القليلة المعروفة عنه، تقنية الأبواغ، حيث يحول نفسه إلى أبواغ ميكروسكوبية تطير وسط الهواء وتلتصق بالضحية ممتصة طاقتها دون توقف، وفي نفس الوقت متجسسة عليها، من مميزات زيتسو أنه كان تابعا لزعيم الاكاتسكي الفعلي «مادارا»، ويتلقى الأوامر منه مباشرة لكن ظهر أن زيتسو من صنيع كاغويا أوتسوتسوكي وأنه قد خدع مادارا ليتمكن من إعادة إحياءها.

### هيدان

خاتم هيدان في الأكاتسكي

- الأداء الصوتي الياباني: ماساكي تيراسوما
- الأداء الصوتي الإنجليزي: ديفيد فنسنت
- رمز الخاتم: «ثلاثة» (三)، اللون: برتقالي، الأصبع: السبابة اليسرى
- شريكه: كاكوزو

ينحدر هيدان من قرية المياه الساخنة. يؤمن هيدان بإله الموت جاشين، الذي يحرضه على قتل كل من يتعارك معه بطريقة شعائرية وطقوس خاصة جدا به. أيضا، يعتبر هيدان العضو الوحيد الذي لا يمكن قتله مهما تلقى من اصابات حيث أنه خالد.
طريقة قتل هيدان لخصمه تتلخص برسمه دائرة يقف في منتصفها، ثم يقوم بجرح خصمه عن طريق سيفه ولعق دمائه من عليها لتكوين الاتصال بينه وبين الخصم، بعد ذلك، يقوم هيدان بطعن نفسه في أي مكان يريد لتعذيب ضحيته، أو قد يقتلها من أول مرة بطعنة قاتلة في القلب.
يتميز هيدان بصوته العالي جدا ولسانه السليط، آخر ظهور لهيدان، كان في حفرة، مقطعا آشلاء، يتوعد شيكامارو بالعودة والانتقام قبل أن يدفن، منذ ذلك الوقت اعتبر ميتا، أو غير موجود، وأصبح رسميا خارج الاكاتسكي.

### كاكوزو

خاتم كاكوزو في الأكاتسكي

- الأداء الصوتي الياباني: تاكايا هاشي
- الأداء الصوتي الإنجليزي: فريد تاتاشور
- رمز الخاتم: «الشمال» (北)، اللون: أخضر غامق، الأصبع: الوسطى اليسرى
- شريكه: هيدان

ينحدر كاكوزو من قرية الشلالات. قبل أن يترك كاكوزو قريته، قام بقتل زعماء قريته الأربعة وسرقة قلوبهم ليستخدمها لاحقا في القتال، وقام بحفظهم بداخله ليستدعيهم متى ما شاء. ذلك يعنى بأن القتال مع كاكوزو هو معركة مع خمسة خصوم.
لدى كاكوزو طبع حاد ونزق، وهو يميل إلى قتل كل من يصبح شريكه، وكان الحل لذلك هو جعل هيدان زميله لأنه ببساطة لا يمكن قتله تحدث معركة بينه وبين فريق اسوما وكاكاشي ولكن فيما بعد ياتي فريق كاكاشي برفقة ياماتو ويقع كاكوزو على يد ناروتو بضربة راسن_شوريكن وبعد ان فقد وعيه جاء كاكاشي وقتله بضربة سيف البرق - رايكي.

خاتم أوروتشيمارو في الأكاتسكي

### أوروتشيمارو
عضو سابق في منظمة الأكاتسكي، وأيضا مستدعي لجميع أنواع الثعابين، كما أنه يعمل على جتسو الخلود، الذي حاول به السيطرة على كثير من أجساد ضحاياه
وهو يصنف من أقوى محاربي النينجا (السانين الأسطورييين الثلاثة) وقد ترك المنظمة بعد قتاله مع ايتاشي وخسارته وهو مؤسس قرية الصوت والقائد عليها وهو يكره كونوها وهو سبب موت الهوكاغي الثالث سوروتوبي مع انه مدربه، اروتشيمارو جميع تقنياته محظوره مثل استدعاء الموتى ويستطيع ان يخرج من فمه سيف اسطوري والذي سبب به جرحا كبيرا لسوروتوبي ادى إلى موته.